# Isonebula acanthopleon
Isonebula acanthopleon är en kräftdjursart som beskrevs av Taberner 1998. Isonebula acanthopleon ingår i släktet Isonebula och familjen Cymothoidae. Inga underarter finns listade i Catalogue of Life.